# Puig de la Clapa
El Pic, o Puig de la Clapa és una muntanya de 1.614 metres que es troba entre els termes municipal de Molló, a la comarca del Ripollès i comunal de Prats de Molló i la Presta a la del Vallespir.
És a l'extrem meridional del terme de Prats de Molló i la Presta i en el septentrional del de Molló, a ponent del Puig Sec i a llevant del Coll de la Clapa.
El Puig de la Clapa és un destí freqüent de les rutes de senderisme del Massís del Canigó.